# Johanán ben Zakáj
Johanán ben Zakkáj (kb. 30 – kb. 90) ókori zsidó hittudós, rabbi, tanító, a zsidó szellem megmentője.
Hillél iskolájának követője volt. Számos tanítványt nevelt fel. Amikor Vespasianus császár meghódította Júdeát és bekerítette Jeruzsálemet, - úgy döntött, hogy nem vár Isten csodájára, és maga veszi kézbe a zsidó szellemi élet „irányítását”.
Javnéban - Jamniában - élt egy kis csoport – Tóra-tudósok voltak, – Johanán ben Zakkáj úgy vélte, hogy ez a kis csoport adhatná a zsidóság további szellemi-eszmei továbbélésének energiáit. Az ő tevékenységük biztosíthatná a zsidó élet továbbélését – folytatólagosságát, ha Jeruzsálem és a Templom elpusztulna. Elhatározta, hogy Javnét és bölcseit megmenti – mert a Tórában látta a nemzeti 
fennmaradás lényegét. 
A zelótáknak nem felelt meg Zakkáj személye, mert személyisége nem felelt meg elképzeléseiknek, azonban tekintélye miatt nem tudták félreállítani. Jeruzsálem ostroma alatt egy koporsóban vitette ki magát a harcok közepette a városból. 
Vespasianusra, aki akkor még csak római hadvezér volt, nagy hatást tett jámborsága. A rómaiaktól engedélyt kapott arra, hogy a javnei tudós központ működhessen. Jamnia lett a Tóra-tudomány új központja „A” Templom, „A” Szentély lerombolása után.